# Замок Пендрагон
Замок Пендрагон (англ. Pendragon Castle) — руины средневекового замка в долине Маллерстанг над излучиной реки Иден в графстве Камбрия. Памятник архитектуры I* категории.

## Легенда
Согласно легенде, замок был построен Утером Пендрагоном, отцом короля Артура. Он безуспешно пытался отклонить реку, чтобы наполнить окружающий замок ров, как упоминается в известном местном двустишии:
|                   | Let Uther Pendragon do what he can, Eden will run where Eden ran. |  | Пусть Утер делает, что может, Иден бежит там, где хочет. |  |
| местное двустишие |                                                                   |  |                                                          |  |

Утер (если он действительно существовал) был вождём бриттов в V веке, который возглавил борьбу против вторгшихся саксов. Согласно другой местной легенде, Утер и многие из его людей погибли здесь, когда саксы отравили колодец (другие легенды называют местом его смерти Сент-Олбанс). В Камбрии есть несколько других памятников эпохи Артура, в том числе Круглый стол короля Артура недалеко от Пенрита.

## История

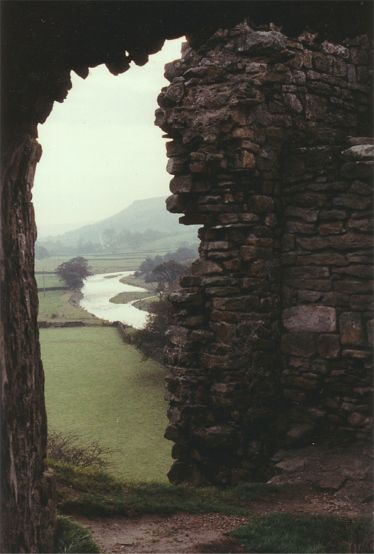
Вид из замка на реку Иден

Несмотря на легенду (и обнаружение римской монеты), нет никаких свидетельств использования этого места до Нормандского завоевания. Замок был построен в XII века Ранульфом де Мешеном во время правления короля Вильгельма II. От нормандского донжона сохранились руины, с более поздними пристройками XIV и XVII веков.
Одним из самых известных владельцев был сэр Хью де Морвиль, лорд Уэстморленд, один из четырёх рыцарей, убивших святого Томаса Бекета в 1170 году. Другой владелицей была леди Идонея де Вьепон, которая жила здесь после смерти своего мужа Роже де Лилберна вплоть до своей смерти в 1334 году. Леди Идонея основала церковь Святой Марии в соседней деревушке (ок. 1311).
Замок подвергся нападению шотландцев в 1342 году и снова в 1541 году. После последнего нападения в замке больше нельзя было жить, пока не перешёл в руки леди Анны Клиффорд, которая восстановила его в 1660 году. Она добавила пивоварню, пекарню, конюшни и каретный двор. Замок Пендрагон оставался одним из любимых резиденций баронессы среди многих других. Она умерла в 1676 году, а её наследник граф Тенет не нуждался в замке и вывез оттуда всё ценное, в том числе свинец с крыши. К 1770-м годам большая часть второго этажа обвалилась, и с тех пор замок постепенно разрушился, пока не превратился в руины.

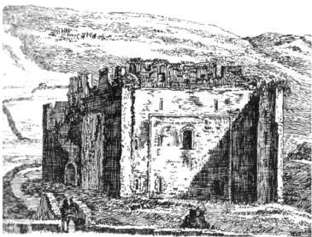
Замок Пендрагон (ок. 1740)

В 1962 году замок был продан на аукционе Рэйвену Франкланду, землевладельцу и археологу, за 525 фунтов стерлингов. Во время Второй мировой войны отец Франкленда, Эдвард, написал книгу о легендах о короле Артуре, связанных с замком. Нынешний владелец Джон Бакнолл унаследовал замок после смерти своего двоюродного брата Рэйвена (ум. 1998) и его жены Джульетты (ум. 2013).
В последние годы часть завалов была расчищена, была предпринята попытка укрепить осыпающиеся стены, а археологический отдел Ланкастерского университета провёл археологические раскопки, результаты которых были опубликованы в 1996 году.
Замок находится в частной собственности и находится на фермерской земле. Доступ к руинам открыт, однако имеется предупредительный знак, что заходить в стены замка нельзя, поскольку это небезопасно для жизни.